# Erastriopis lativitta
Erastriopis lativitta är en fjärilsart som beskrevs av Moore 1883. Erastriopis lativitta ingår i släktet Erastriopis och familjen nattflyn. Inga underarter finns listade i Catalogue of Life.